# Pseudoclausia
Pseudoclausia es un género  de plantas fanerógamas de la familia Brassicaceae. Comprende 10 especies descritas y de estas, solo 9 aceptadas.

## Taxonomía
El género fue descrito por Mijaíl Popov y publicado en Spisok Rastenij Gerbarija Flory SSSR 13: 18. 1955.

## Especies aceptadas
A continuación se brinda un listado de las especies del género Pseudoclausia aceptadas hasta julio de 2014, ordenadas alfabéticamente. Para cada una se indica el nombre binomial seguido del autor, abreviado según las convenciones y usos.	
- Pseudoclausia gracillima A. Vassil.
- Pseudoclausia hispida
- Pseudoclausia molissima A. Vassil.
- Pseudoclausia mollissima (Lipsky) A.N. Vassiljeva
- Pseudoclausia olgae
- Pseudoclausia papillosa A. Vassil.
- Pseudoclausia sarawschanica
- Pseudoclausia tschimganica A. Vassil.
- Pseudoclausia turkestanica